# Кушавера (река)
Кушавера — река в Новгородской области России, протекает по Хвойнинскому району. Правый приток Песи.
Река вытекает из озера Большое Кузино. Русло извилистое. Преобладающим направлением течения является северо-восток. Устье реки находится в 79 км по правому берегу реки Песь. Длина реки составляет 34 км, площадь водосборного бассейна — 846 км².
На реке стоят деревни Шилово, Стёпаново, Бельково; за двумя последними расположен посёлок Кушавера, примерно в 1,5 км от реки.
В среднем течении Кушаверы отмечена концентрация археологических памятников раннего железа, культуры псковско-вологодских длинных курганов, культуры сопок, находок древнерусского времени, нехарактерная для северной части Молого-Мстинского водораздела.

## Данные водного реестра
По данным государственного водного реестра России относится к Верхневолжскому бассейновому округу, водохозяйственный участок реки — Молога от истока и до устья, речной подбассейн реки — Реки бассейна Рыбинского водохранилища. Речной бассейн реки — (Верхняя) Волга до Куйбышевского водохранилища (без бассейна Оки).
Код объекта в государственном водном реестре — 08010200112110000007006.

## Топографические карты
- Лист карты O-36-45. Масштаб: 1 : 100 000. Указать дату выпуска/состояния местности.
- Лист карты O-36-46. Масштаб: 1 : 100 000. Указать дату выпуска/состояния местности.